# Dyffryn Ardudwy
Dyffryn Ardudwy o semplicemente Dyffryn è una località balneare della contea gallese del Gwynedd (Galles nord-occidentale), situata nell'area nota come Ardudwy e affacciata sulla baia di Cardigan. Conta una popolazione di circa 1.600 abitanti.

## Geografia fisica
Dyffryn Ardudwy si trova nella parte sud-occidentale della contea di Gwynedd,a circa metà strada tra Harlech e Barmouth (rispettivamente a sud della prima e a nord della seconda). Da Barmouth dista circa 5 miglia.

## Monumenti e luoghi d'interesse

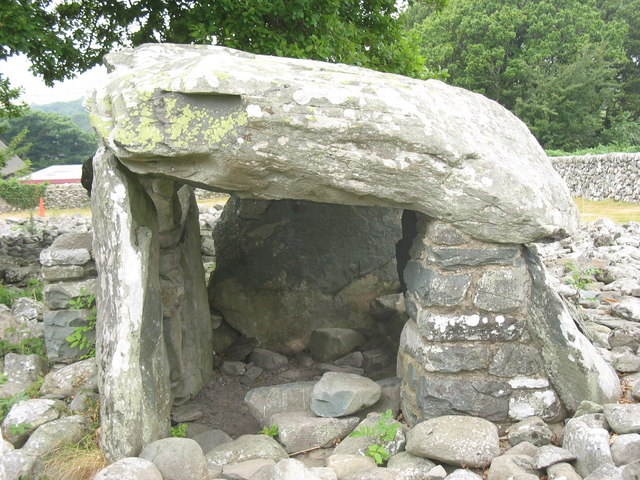
Un cromlech a Dyffryn Ardudwy

### Siti archeologici
Tra i principali monumenti storici di Dyffryn Ardudwy, figurano una serie di dolmen e cromlech databili intorno al 3.500 a.C.

## Società

### Evoluzione demografica
Al censimento dell'aprile 2001, la community di Dyffryn Ardudwy contava una popolazione pari a 1.667 abitanti, di cui 869 erano donne e 798 erano uomini.

## Economia

### Turismo
A Dyffryn Ardudwy si trova una delle poche spiagge per nudisti autorizzate del Galles.